# David Victori
David Victori (Manresa, 6 de setembre de 1982) és un escriptor i cineasta català.
El pacto Belén Rueda,Darío grandinneti

## Biografia
Va estudiar a l'institut La Salle Manresa. Va començar la seva carrera en el cinema com a assistent personal de Bigas Luna durant cinc anys, a qui va acabar fent d'assistent de direcció a la pel·lícula Son de mar. Posteriorment va treballar com a assistent de direcció a sèries com Àcaros, de Paco León o a curtmetratges.
El 2008 va escriure, dirigir i editar el seu primer curtmetratge, Reacción, amb Santi Millán de protagonista, amb el que va guanyar diversos premis. Dos anys després presentaria el seu segon curt, La culpa, un thriller psicològic amb pinzellades de cinema fantàstic, estrenat a la secció oficial del Festival de Sitges el 2010. Amb La culpa va guanyar, entre d'altres, el premi a millor curtmetratge del Festival Internacional de cinema negre de Manresa i a millor curt al ISAFF OPEN CINEMA. Tres anys després, el 2013, va escriure la pel·lícula Fill de Caín amb Sergio Barrejón, que seria dirigida per Jesús Monllaó.
Posteriorment guanyaria el concurs Youtube's Film Festival, organitzat per Ridley Scott i Michael Fassbender, fet que li va permetre fer la primera sèrie original de Youtube, Zero, produïda per Ridley Scott i Michael Fassbender. Aquest curt ha estat nominat als Premis Gaudí 2016 i que s'ha pogut veure a molts festivals com el Festival de Venècia i al Festival de Sitges.
Com a guionista, el 2015 va co-escriure el guió de la pel·lícula Segon origen, dirigida per Carles Porta, basada en la novel·la del Mecanoscrit del segon origen de Manuel de Pedrolo.
El 2016 va dirigir la sèrie de televisió Pulsaciones creada per Emilio Aragón, un thriller protagonitzat per Pablo Derqui on a aquest se li trasplanta el cor i comença a recordar els records de la persona morta.
A finals del 2020 es va estrenar el seu primer llargmetratge, No matarás, amb Mario Casas com a protagonista.

## Filmografia

### Guionista
| Any  | Títol                     | Director      |
| ---- | ------------------------- | ------------- |
| 2020 | No matarás (pel·lícula)   | David Victori |
| 2018 | El pacte (pel·lícula)     | David Victori |
| 2015 | Segon origen (pel·lícula) | Carles Porta  |
| 2015 | Zero (curt)               | David Victori |
| 2013 | Fill de Caín (pel·lícula) | Jesús Monllaó |
| 2010 | La culpa (curt)           | David Victori |
| 2008 | Reacción (curt)           | David Victori |

### Assistent de director
| Any       | Títol                      | Director        |
| --------- | -------------------------- | --------------- |
| 2008      | Destination:Ireland (curt) | Carlos Alfayate |
| 2006-2007 | Ácaros (sèrie de TV)       | Paco León       |
| 2001      | Son de mar                 | Bigas Luna      |

### Director
| Any  | Títol                     |
| ---- | ------------------------- |
| 2021 | Sky Rojo (sèrie de TV)    |
| 2020 | No matarás (pel·lícula)   |
| 2018 | El pacte (pel·lícula)     |
| 2017 | Pulsaciones (sèrie de TV) |
| 2015 | Zero (curt)               |
| 2010 | La culpa (curt)           |
| 2008 | Reacción (curt)           |

### Editor
| Any  | Títol           | Director      |
| ---- | --------------- | ------------- |
| 2015 | Zero (curt)     | David Victori |
| 2010 | La culpa (curt) | David Victori |